# Rio Água Morrão
O Rio Água Morrão é um curso de água do arquipélago de São Tomé e Príncipe, localizado no distrito de Cantagalo, ilha de São Tomé, corre para Este até encontrar o mar entre a Praia do Morrão e a Praia do Rei, próximo à Baía Luísa.